# 심플 데스크톱 디스플레이 매니저
심플 데스크톱 디스플레이 매니저(Simple Desktop Display Manager, SDDM)는 X11과 웨이랜드 윈도 시스템을 위한 디스플레이 매니저이다. SDDM는 처음부터 C++11로 작성되었으며 QML을 통해 테마를 지원한다.
SDDM은 자유-오픈 소스 소프트웨어이며 GNU 일반 공중 사용 허가서 버전 2 이상에 종속된다.

## 같이 보기
- 그놈 디스플레이 매니저